# Ban Bí thư Ban Chấp hành Trung ương Đảng Cộng sản Nga khóa VII (1918–1919)
Ban Bí thư Ban Chấp hành Trung ương Đảng Cộng sản Nga khóa VII (1918-1919) được bầu tại Hội nghị Trung ương lần thứ nhất của Ban chấp hành Trung ương Đảng Cộng sản Nga (Bolsheviks) khóa VII được tổ chức ngày 8/3/1918.

## Ủy viên
| Tên (sinh–mất)             | Bắt đầu   | Kết thúc  | Thời gian      | Ghi chú                                     |
| -------------------------- | --------- | --------- | -------------- | ------------------------------------------- |
| Yakov Sverdlov (1885–1919  | 8/3/1918  | 16/3/1919 | 1 năm, 28 ngày | Bầu Chủ tịch Ban Bí thư bởi Trung ương Đảng |
| Yelena Stasova (1873–1966) | 11/3/1919 | 25/3/1919 | 14 ngày        | —                                           |